# カクミガシ
カクミガシあるいはメンペニンバビ（マレー語: mempening babi; 学名: Trigonobalanus verticillata）は、ブナ科の樹木。主にインドネシア・マレーシアに#分布し、ボルネオ島で1961年に発見された（参照: #記載）。
ブナ科の中でも祖先的な姿を留めている種であり、属名 Trigonobalanus は〈3稜形のどんぐり〉、種小名 verticillata は〈輪生する〉という意味である。

## 記載

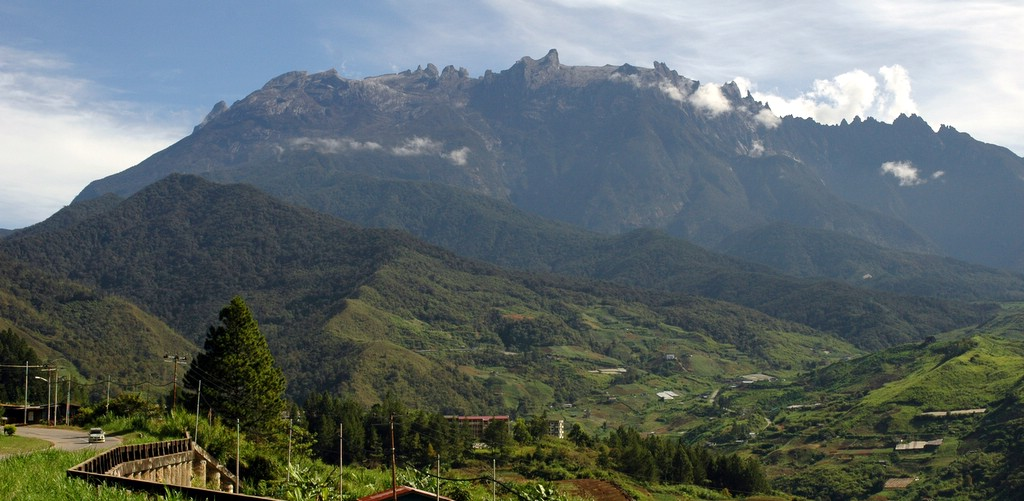
タイプ産地近辺であるクンダサンより望むキナバル山（2005年6月9日撮影）

カクミガシは1961年、マレーシアはボルネオ島北部サバ州のキナバル山にてE・J・H・コーナー率いる英国王立学会の調査隊により採取され、翌1962年5月にTaxon誌のお知らせ欄でルイス・レナード・フォアマンの手でブナ科の新属に分類されるものと報告された。フォアマンは1964年にKew Bullein誌上で再び形態の詳述などを行っているが、その記載に用いたタイプ標本はキナバル山南斜面のクンダサン、リワグ川流域の高度1500メートル地点で1961年9月4日に採取された2732番aであり、ホロタイプ（正基準標本）はキュー王立植物園に、アイソタイプ（副基準標本）はオランダ国立植物標本館、サンクトペテルブルクのコマロフ植物研究所（LE）、米国国立植物標本館（US）に所蔵とされている。さらにフォアマンによる言及はないものの、先述の調査隊の一員であった Wee-Lek Chew の所属先であるシンガポール植物園にもアイソタイプの所蔵がある。
なおこれらのタイプ標本の採取が行われた個体は1961年に伐り倒されてしまったとされ、5年後に産地を訪れた冨樫誠はその根元にヤッコソウの仲間（Mitrastemon sp.）が生えていたと報告している。

## 分布
中国（海南省）、マレーシア（マレー半島、ボルネオ）、インドネシア（スマトラ、スラウェシ）に分布。このうち海南省での生育が確認されたのは2005年になってからのことである。またIUCNレッドリストではベトナムにも分布するとされる。
属全体についての記述はカクミガシ属を参照。

## 特徴
高さ30メートルにまでなる高木で幹は族生、時に支柱根を持つ。主幹の周囲に萠芽し、それが大きく生長する。
葉は3輪生で楕円形、上部に波状縁が見られる。
雌雄同株であり、雄花は強直で長さ10センチメートル、尾状群生し、雌花は雄花の下部につく。
殻斗は皿型で表面が鱗状であり、円錐状の堅果を3-7個含み、ブナのものと比べると小型で属名のように3稜形である。

### ブナ科他属との比較
カクミガシはブナ科の他属の性質を併せ持っている。まず花序や花はコナラ属（Quercus）に似ているが、一方で本種のような雄花序と雌花序のいずれもが直立し、多数の花をつけるという点はコナラ属とは異なっている。そして3角形の果実3-7個が弁開する殻斗に包まれ、実生の際に子葉が地上に出るという点はブナ属（Fagus）に類似する。

## 利用
材が有用で、特にマレーシアのサバ州で利用される。色は鮮やかな黄色で気乾比重0.81、乾燥させる際に割れやすく、耐久性も小さい。家具、屋内建築に用いられる。

## カクミガシ属
カクミガシ属（Trigonobalanus）はカクミガシの新種記載と共に新設された属であり、3種が認められる。カクミガシ以外の2種の学名と分布は以下の通りである。
- Trigonobalanus doichangensis (A.Camus) Forman(Wikispecies) トリゴノバラヌス・ドイカンゲンシス[2]（シノニム: Formanodendron doichangensis (A.Camus) Nixon & Crepet フォルマノデンドロン・ドイチャンエンシス[14]、Quercus doichangensis A.Camus）

中国（南西部および雲南省）からタイ北部にかけて分布。最初はコナラ属の Quercus doichangensis A.Camus として記載されたが、コナラ属であるなら雌花は花序に沿って単一で子房には絶対に翼（）など見られないにもかかわらず、この種では雌花の花序の基部に対して雌花が3つ組となることから、1964年にこの属に組み替えられた。なおカクミガシの葉が輪生であるのに対し、T. doichangensis のものは互生である。種小名はタイプ標本の産地であるタイ北部チエンラーイ県のチャーン山（タイ語: ดอยช้าง ドーイ・チャーン）に由来する。
- Trigonobalanus excelsa Lozano, Hern.Cam. & Henao(Wikispecies) トリゴノバラヌス・エクスケルサ[2]

1979年に新種記載されたコロンビアの固有種。タイプ標本はウイラ県アセベドのクエバ・デ・ロス・グアチャロス国立自然公園へと至る乗馬道の標高1800メートル地点にて採取。
コロンビア産の T. excelsa が報告される1年前のことではあるが、中尾佐助はカクミガシ属について「ブナ科の先祖ともいうべき」と形容している。
本属3種のうち2種がアジア産で、1種のみがコロンビアに隔離分布するというのは一見すると突拍子もないが、これはカクミガシ属の地質時代の分布を考慮すればさほど無理なく説明することが可能である。実（）は第三紀の北半球の広域でカクミガシ属と思われる果実の化石が発見されており、カクミガシ属はかつては北半球に広く分布しており、現在は熱帯の山地に細々と生き残っていると推測されるのである。